# Сіль Мора
Сіль Мора — це тривіальна назва амоній залізо (ІІ) сульфату гексагідрату, що має формулу (NH4)2Fe(SO4)2·6H2O і є сіллю у формі кристалогідрату. Поширений лабораторний реактив, який, як і більшість солей заліза (II), добре розчиняється у воді, з утворенням розчину забарвленого у світло-зелений колір аквакомплексу [Fe(H2O)6]2+, що має октаедричну структуру.

## Застосування
В аналітичній хімії, ця сіль використовується замість сульфату заліза (II) для титриметрії, оскільки на повітрі вона не окиснюється до заліза (III). Окиснення розчинів заліза (II) є дуже pH-залежним, швидкість окиснення є вищою за високих pH. Іони амонію надають розчину солі Мора слабко-кислу реакцію, що уповільнює окиснення.
Сіль Мора названо на честь німецького хіміка Карла Фрідріха Мора, що розробив багато методів титриметрії у XIX столітті. Відомі схожі солі, наприклад солі Туттона.

## Отримання солі Мора
Сіль Мора виготовляють розчиненням еквімолярних кількостей гідратів сульфату заліза (II) та сульфату амонію у воді, що містить невелику кількість сірчаної кислоти, з наступним упарюванням розчину до кристалізації. Сульфат заліза-амонію утворює зелені кристали гідрату.

## Кристалічна форма
Кристали солі Мора мають моноклінну сингонію.